# Hornád
De Hornád (Hongaars: Hernád) is een rivier in Oost-Slowakije en Hongarije. Zij behoort tot het stroomgebied van de Donau en is 286 km lang, waarvan 195 km in Slowakije. Ze is daarmee de op drie na langste rivier van Slowakije.
De schilderachtige bovenloop is een geliefd vakantiegebied.

## Loop
De rivier ontspringt in de Lage Tatra nabij de uitlopers van het Slowaaks Ertsgebergte, 20 km zuidwestelijk van Poprad. Zij stroomt oostwaarts langs Spišská Nová Ves. Na een derde van haar loop vervoegt de Hnilec haar en vormt dan een 20 km lang stuwmeer.
Daarna komt zij in een brede vlakte, grotendeels ingenomen door het industriegebied van Košice. De stad zelf ligt hoog boven de rivier.
Hierna gaat de loop naar het zuiden en de Hongaarse grens in een trechtervormige uitloper van de Grote Hongaarse Laagvlakte, die de Hornád nog een 100-tal km volgt.
Ten oosten van Miskolc mondt zij uit in de vergelijkbare Sajó, die 10 km verder in de Tisza uitmondt, een van de belangrijkste zijrivieren van de Donau
- Gemeinsame Normdatei: 4302546-8
- Library of Congress Control Number: sh85060421
- Nationale Bibliotheek van Tsjechië: ge562279
- Nationale Bibliotheek van Israël: 987007557901905171
- Virtual International Authority File: 240945299